# Вятская учёная архивная комиссия
Вятская учёная архивная комиссия (ВУАК) — одна из Губернских учёных комиссий, действовавшая в период с 1904 по 1920 в г. Вятке Вятской губернии. Среди членов комиссии были ведущие специалисты своего времени по истории и культуре Вятского края. Комиссия занималась поиском и изданием архивных документов, посвящённых истории Вятской земли, благодаря чему увидели свет уникальные документы общероссийского уровня.

## История
Вятская учёная архивная комиссия открыта в г. Вятке 28 ноября 1904 г. Первым председателем стал статистик и краевед Н. А. Спасский, первым попечителем — П. Ф. Хомутов, действительный статский советник, вятский губернатор в 1902—1904 гг. В 1905—1917 гг. вышло 46 томов Трудов Вятской ученой архивной комиссии, в которых было опубликовано около 1500 различных исторических документов и исследований. Первым редактором Трудов (до своей смерти в декабре 1908 г.) был А. С. Верещагин, с декабря 1908 по 1917 гг. — Н. А. Спасский. В деятельности комиссии принимали участие историки и краеведы П. Н. Луппов, И. М. Осокин, А. А. Спицын и др. Первое заседание Вятской учёной архивной комиссии состоялось 11 декабря 1904 г., через две недели после торжественного открытия комиссии. Поскольку у архивной комиссии не было своего помещения, то управляющий делами Вятской публичной библиотеки С. А. Нурминский и члены Попечительного комитета библиотеки предоставили комиссии возможность проводить свои заседания в читальном зале. Заседания проводились после закрытия библиотеки. Обычно они начинались в 7 часов вечера и продолжались около четырёх часов. Всего за годы деятельности комиссии было проведено примерно сто сорок заседаний.

## Деятельность
Одним из главных направлений деятельности архивной комиссии было издание «Трудов» Вятской учёной архивной комиссии. Предполагалось, что «Труды» будут выходить в свет раз в два месяца. Каждый выпуск состоял из трёх отделов: в первом печатались журналы заседаний комиссии и её годовые отчёты, во втором — исторические материалы, а в третьем — рефераты и статьи членов комиссии. Во главу угла Верещагин поставил издание первоисточников по истории древнерусской Вятки. Уже на первом заседании А. С. Верещагин предложил материал для первых выпусков «Трудов». В них он предполагал поместить ценнейшие источники по истории Вятки XIV—XVII вв.: «Вятский временник», «Русский летописец о Вятке», «Повесть о стране Вятской», «Летописец старых лет» и «Сказания о Великорецкой иконе святителя Николая». Ко всем летописям А. С. Верещагин поместил свои комментарии, предисловия и послесловия. В «Трудах» печатался материал, относящийся к экономической истории Вятского края: писцовые, переписные и дозорные книги. Прекрасное знание истории русской церкви позволило А. С. Верещагину составить фундаментальный сборник документов «Грамоты и акты Вятского Успенского Трифонова монастыря 1580-1764 гг.». Эти грамоты имеют первостепенное значение для истории Вятского края, особенно для истории колонизации и ознакомления с бытом монастырей. Грамоты были напечатаны в «Трудах» за 1906 г., а в «Труды» за 1907 г. Верещагин поместил следующий сборник собранных им материалов — «Грамоты и акты Вятского архиерейского Дома». На заседании 3 марта 1905 г. членами комиссии было принято решение о бесплатной высылке «Трудов» комиссии всем почётным членам, должностным лицам комиссии, действительным членам, которые доставили свои работы в комиссию, редакции «Вятских епархиальных ведомостей», Вятской публичной библиотеке и т. д.
После октября 1917 г. Вятская учёная архивная комиссия практически прекратила свою деятельность. Многие члены комиссии разъехались, и отношения с ними не поддерживались. В Вятке оставалось около 30 членов комиссии. До 1918 г. комиссия занимала небольшую комнату в Вятской публичной библиотеке. Однако в 1918 г. в читальном зале библиотеки начался ремонт, и заседания стали проводиться на квартире председателя комиссии Н. А. Спасского. 1 июня 1918 г. вышел декрет о реорганизации и централизации архивного дела в РСФСР. Все дела и переписка правительственных учреждений поступали теперь в государственный фонд, а заведование архивным фондом возлагалось на Главное Управление архивным делом. Однако положение комиссии после выхода декрета не изменилось. Главное Управление архивным делом выпустило циркуляр от 27 августа 1918 г., в котором говорилось: «Все архивные комиссии и учёные организации… сохраняют свой внутренний строй и распорядок, поступают в ведение Главного управления архивным делом». Архивным комиссиям вменялось в обязанность «продолжать неукоснительно их прежнюю деятельность», согласуя её со всеми постановлениями Главного управления архивным делом. В 1918—1919 гг. члены комиссии продолжали собираться на заседания. Последнее заседание Вятской учёной архивной комиссии состоялось 21 марта 1920 г. На нём членами комиссии было принято решение о закрытии и преобразовании комиссии в историческое общество при губернском архивном управлении.

## Председатели комиссии
- Александр Степанович Верещагин (1904—1908)

## Члены комиссии
- Луппов, Павел Николаевич (с 1904)